# Canton de Chaumont-en-Vexin
Le canton de Chaumont-en-Vexin est une circonscription électorale française située dans le département de l'Oise et la région Hauts-de-France.

## Géographie
Ce canton est organisé autour de Chaumont-en-Vexin dans l'arrondissement de Beauvais. 

## Histoire
Par décret du 20 février 2014, le nombre de cantons du département est divisé par deux, avec mise en application aux élections départementales de mars 2015. Le canton de Chaumont-en-Vexin est conservé et s'agrandit. Il passe de 37 à 73 communes.

## Représentation

### Conseillers d'arrondissement (de 1833 à 1940)
| Période                                  | Période | Identité                                         | Étiquette   | Qualité |
| ---------------------------------------- | ------- | ------------------------------------------------ | ----------- | --- |
| 1833                                     | 1839    | Abailard Fessart (1791-1864)                     |             | Propriétaire, maire de Serans                                                                               |
| 1839                                     | 1848    | M. Allez                                         |             | Maire d'Éragny-sur-Epte                                                                                     |
|                                          |         |                                                  |             | |
| 1852                                     | 1867    | Charles Étienne Joseph Leclerc                   |             | Maire de Trie-Château                                                                                       |
| 1867                                     | 1892    | Comte René des Courtils de Merlemont (1835-1909) |             | Maire de Bouconvillers de 1864 à 1909                                                                       |
| 1892                                     | 1901    | Félix-Armand Maurey                              | Républicain | Industriel (fabricant de brosses) à Trie-Château                                                            |
| 1901                                     | 1907    | Marie Alfred Edmond Lebaillif                    |             | Agent d'affaires, maire de Chaumont-en-Vexin                                                                |
| 1907                                     |         | M. Dupuis                                        |             | Propriétaire à Chaumont-en-Vexin                                                                            |
|                                          |         |                                                  |             | |
| 1919                                     | 1940    | Alexandre Goré                                   | Rad.ind.    | Agriculteur, maire de Fresne-Léguillon, Sénateur (1933-1940)                                                |
| 1940                                     |         |                                                  |             | Les conseils d'arrondissement ont été suspendus par la loi du 12 octobre 1940 et n'ont jamais été réactivés |
| Les données manquantes sont à compléter. |         |                                                  |             | |

### Conseillers généraux de 1833 à 2015
| Période | Période          | Identité                                              | Étiquette             | Qualité |
| ------- | ---------------- | ----------------------------------------------------- | --------------------- | --- |
| 1833    | 1839             | Jean-Baptiste Frion (1792-1874)                       |                       | Ancien notaire, propriétaire Juge de paix du canton Adjoint au maire de Chaumont-en-Vexin                             |
| 1839    | 1848             | Charles Marie Auguste Ferron Vicomte de La Ferronnays |                       | Militaire Propriétaire du château et maire de Boury, puis propriétaire à Trie Député du Gers (1847-1848)              |
| 1848    | 1870             | Jean-Baptiste Frion                                   |                       | Ancien notaire, propriétaire Juge de paix du canton Adjoint au maire de Chaumont-en-Vexin                             |
| 1870    | 1873 (démission) | Comte Arthur de Gobineau                              | Droite                | Diplomate et romancier, propriétaire Maire de Trie-Château                                                            |
| 1873    | 1907             | Francis Auguste Théodore Prévôt (1824-1909)           | Droite                | Ancien notaire, propriétaire à Fleury, maire de Magny                                                                 |
| 1907    | 1913             | Félix-Armand Maurey-Deschamps                         | Républicain           | Manufacturier à Trie-Château, ancien conseiller d'arrondissement                                                      |
| 1913    | 1940             | Émile Déchamps (1869-1959)                            | Rad.                  | Huissier honoraire Maire de Chaumont-en-Vexin (1908-1935)                                                             |
|         |                  |                                                       |                       | |
| 1945    | 1949             | Daniel Gaignaire                                      | PCF                   | Médecin à Chaumont-en-Vexin, ancien résistant                                                                         |
| 1949    | 1962 (décès)     | Roger Blondeau                                        | DVD                   | Maire de Chaumont-en-Vexin                                                                                            |
| 1962    | 1983 (décès)     | Jacques Blondeau (fils du précédent)                  | RPF puis DVD puis RPR | Agent général d'assurances Maire de Chaumont-en-Vexin (1971-1983)                                                     |
| 1983    | 2004             | Bernard Renaud                                        | RPR                   | agriculteur - Maire de Thibivillers (2001-2009)                                                                       |
| 2004    | 2015             | Gérard Lemaitre                                       | UMP puis DVD          | Employé dans un cabinet juridique, maire de Senots (2001-2018) Président de la Communauté de Communes du Vexin-Thelle |

Sources : Feuilles au vent, chroniques du Pays d'Oise, de J.Mermet - https://gallica.bnf.fr/ark:/12148/bpt6k5829951p/f226.image.r=BOULARD

### Conseillers départementaux à partir de 2015
| Période élective | Période élective | Mandat | Mandat   | Identité        | Nuance | Nuance | Qualité |
| ---------------- | ---------------- | ------ | -------- | --------------- | ------ | ------ | --- |
| 2015             | 2021             | 2015   | 2021     | Alain Letellier |        | LR     | Docteur en médecine Maire de Saint-Crépin-Ibouvillers depuis 1989 Président de la Communauté de Communes des Sablons Ancien conseiller général du Canton de Méru (1982-2015) Vice-président, chargé des infrastructures routières et transports |
| 2015             | 2021             | 2015   | 2021     | Sophie Levesque |        | LR     | Exploitante agricole Première adjointe au maire de Boubiers (maire depuis 2020) Vice-présidente chargée des personnes âgées et des personnes handicapées.                                                                                       |
| 2021             | 2028             | 2021   | en cours | Benoît Biberon  |        | DVD    | Agriculteur, maire de Noailles, Délégué, chargé de l'agriculture |
| 2021             | 2028             | 2021   | en cours | Sophie Levesque |        | LR     | Conseillère sortante, maire de Boubiers, 1ere Vice-présidente chargée de l'enfance, de la petite enfance et de la famille |

### Résultats détaillés

#### Élections de mars 2015
À l'issue du 1er tour des élections départementales de 2015, deux binômes sont en ballottage : Amandine Fresse et Laurent Hadzamann (FN, 40,75 %) et Alain Letellier et Sophie Levesque (Union de la Droite, 35,17 %). Le taux de participation est de 52,11 % (17 091 votants sur 32 797 inscrits) contre 51,32 % au niveau départemental et 50,17 % au niveau national.
Au second tour, Alain Letellier et Sophie Levesque (Union de la Droite) sont élus avec 57,12 % des suffrages exprimés et un taux de participation de 52,59 % (9 128 voix pour 17 250 votants et 32 798 inscrits).

#### Élections de juin 2021
Le premier tour des élections départementales de 2021 est marqué par un très faible taux de participation (33,26 % au niveau national). Dans le canton de Chaumont-en-Vexin, ce taux de participation est de 34,27 % (11 474 votants sur 33 483 inscrits) contre 32,46 % au niveau départemental. À l'issue de ce premier tour, deux binômes sont en ballottage : Benoît Biberon et Sophie Levesque (DVD, 52,89 %) et Florence Italiani et Sébastien Turin (RN, 30,65 %).
Le second tour des élections est marqué une nouvelle fois par une abstention massive équivalente au premier tour. Les taux de participation sont de 34,36 % au niveau national, 32,8 % dans le département et 34,45 % dans le canton de Chaumont-en-Vexin. Benoît Biberon et Sophie Levesque (DVD) sont élus avec 67,59 % des suffrages exprimés (7 267 voix pour 11 538 votants et 33 488 inscrits),,.

## Composition

### Composition avant 2015

Carte des communes du canton avant 2015.

Le canton de Chaumont-en-Vexin regroupait 37 communes.
| Nom                           | Code Insee | Codepostal | Superficie (km2) | Population (dernière pop. légale) | Densité (hab./km2) |
| ----------------------------- | ---------- | ---------- | ---------------- | --------------------------------- | ------------------ |
| Chaumont-en-Vexin (chef-lieu) | 60143      | 60240      | 18,54            | 3 112 (2012)                      | 168                |
| Bachivillers                  | 60038      | 60240      | 5,91             | 451 (2012)                        | 76                 |
| Boissy-le-Bois                | 60080      | 60240      | 6,04             | 195 (2012)                        | 32                 |
| Boubiers                      | 60089      | 60240      | 10,35            | 442 (2012)                        | 43                 |
| Bouconvillers                 | 60090      | 60240      | 4,79             | 371 (2012)                        | 77                 |
| Boury-en-Vexin                | 60095      | 60240      | 11,09            | 340 (2012)                        | 31                 |
| Boutencourt                   | 60097      | 60590      | 7,51             | 245 (2012)                        | 33                 |
| Chambors                      | 60140      | 60240      | 6,65             | 328 (2012)                        | 49                 |
| Courcelles-lès-Gisors         | 60169      | 60240      | 6,92             | 848 (2012)                        | 123                |
| Delincourt                    | 60195      | 60240      | 8,05             | 496 (2012)                        | 62                 |
| Énencourt-Léage               | 60208      | 60590      | 4,46             | 127 (2012)                        | 28                 |
| Énencourt-le-Sec              | 60209      | 60240      | 5,99             | 195 (2012)                        | 33                 |
| Éragny-sur-Epte               | 60211      | 60590      | 8,53             | 601 (2012)                        | 70                 |
| Fay-les-Étangs                | 60228      | 60240      | 8,47             | 447 (2012)                        | 53                 |
| Fleury                        | 60239      | 60240      | 6,29             | 516 (2012)                        | 82                 |
| Fresne-Léguillon              | 60257      | 60240      | 7,31             | 468 (2012)                        | 64                 |
| Hadancourt-le-Haut-Clocher    | 60293      | 60240      | 8,67             | 362 (2012)                        | 42                 |
| Hardivillers-en-Vexin         | 60300      | 60240      | 4,82             | 119 (2012)                        | 25                 |
| Jaméricourt                   | 60322      | 60240      | 4,25             | 313 (2012)                        | 74                 |
| Lattainville                  | 60352      | 60240      | 3,44             | 160 (2012)                        | 47                 |
| Lavilletertre                 | 60356      | 60240      | 16,22            | 512 (2012)                        | 32                 |
| Liancourt-Saint-Pierre        | 60361      | 60240      | 12,69            | 561 (2012)                        | 44                 |
| Lierville                     | 60363      | 60240      | 7,75             | 234 (2012)                        | 30                 |
| Loconville                    | 60367      | 60240      | 5,53             | 370 (2012)                        | 67                 |
| Monneville                    | 60411      | 60240      | 9,19             | 837 (2012)                        | 91                 |
| Montagny-en-Vexin             | 60412      | 60240      | 4,18             | 640 (2012)                        | 153                |
| Montjavoult                   | 60420      | 60240      | 16,73            | 464 (2012)                        | 28                 |
| Parnes                        | 60487      | 60240      | 12,43            | 348 (2012)                        | 28                 |
| Reilly                        | 60528      | 60240      | 8,32             | 116 (2012)                        | 14                 |
| Senots                        | 60613      | 60240      | 6,25             | 326 (2012)                        | 52                 |
| Serans                        | 60614      | 60240      | 8,79             | 242 (2012)                        | 28                 |
| Thibivillers                  | 60630      | 60240      | 6,35             | 211 (2012)                        | 33                 |
| Tourly                        | 60640      | 60240      | 3,32             | 174 (2012)                        | 52                 |
| Trie-Château                  | 60644      | 60590      | 13,34            | 1 508 (2012)                      | 113                |
| Trie-la-Ville                 | 60645      | 60590      | 4,55             | 318 (2012)                        | 70                 |
| Vaudancourt                   | 60659      | 60240      | 4,67             | 179 (2012)                        | 38                 |
| Villers-sur-Trie              | 60690      |            | 4,05             | 334 (2012)                        | 82                 |

### Composition à partir de 2015
Le canton de Chaumont-en-Vexin comptait 72 communes en 2015.
À la suite de la création des communes nouvelles de La Drenne au 1er janvier 2017, de Trie-Château au 1er janvier 2018, des Hauts-Talican et de Montchevreuil au 1er janvier 2019, ainsi qu'au détachement de Beaumont-les-Nonains des Hauts-Talican au 1er janvier 2024, le canton comprend désormais 65 communes entières.
| Nom                                       | Code Insee | Intercommunalité   | Superficie (km2) | Population (dernière pop. légale) | Densité (hab./km2) | Modifier                                    |
| ----------------------------------------- | ---------- | ------------------ | ---------------- | --------------------------------- | ------------------ | ------------------------------------------- |
| Chaumont-en-Vexin (bureau centralisateur) | 60143      | CC du Vexin-Thelle | 18,54            | 3 359 (2022)                      | 181                | modifier les données · modifier les données |
| Abbecourt                                 | 60002      | CC Thelloise       | 7,44             | 861 (2022)                        | 116                | modifier les données · modifier les données |
| Beaumont-les-Nonains                      | 60054      | CC des Sablons     | 9,53             | 337 (2022)                        | 35                 | modifier les données · modifier les données |
| Berthecourt                               | 60065      | CC Thelloise       | 6,97             | 1 574 (2022)                      | 226                | modifier les données · modifier les données |
| Boubiers                                  | 60089      | CC du Vexin-Thelle | 10,35            | 385 (2022)                        | 37                 | modifier les données · modifier les données |
| Bouconvillers                             | 60090      | CC du Vexin-Thelle | 4,79             | 431 (2022)                        | 90                 | modifier les données · modifier les données |
| Boury-en-Vexin                            | 60095      | CC du Vexin-Thelle | 11,09            | 343 (2022)                        | 31                 | modifier les données · modifier les données |
| Boutencourt                               | 60097      | CC du Vexin-Thelle | 7,51             | 215 (2022)                        | 29                 | modifier les données · modifier les données |
| Cauvigny                                  | 60135      | CC Thelloise       | 17,50            | 1 675 (2022)                      | 96                 | modifier les données · modifier les données |
| Chambors                                  | 60140      | CC du Vexin-Thelle | 6,65             | 303 (2022)                        | 46                 | modifier les données · modifier les données |
| Chavençon                                 | 60144      | CC des Sablons     | 5,76             | 162 (2022)                        | 28                 | modifier les données · modifier les données |
| Corbeil-Cerf                              | 60162      | CC des Sablons     | 3,95             | 332 (2022)                        | 84                 | modifier les données · modifier les données |
| La Corne-en-Vexin                         | 60209      | CC du Vexin-Thelle | 16,85            | 544 (2022)                        | 32                 | modifier les données · modifier les données |
| Le Coudray-sur-Thelle                     | 60165      | CC Thelloise       | 3,76             | 555 (2022)                        | 148                | modifier les données · modifier les données |
| Courcelles-lès-Gisors                     | 60169      | CC du Vexin-Thelle | 6,92             | 811 (2022)                        | 117                | modifier les données · modifier les données |
| Delincourt                                | 60195      | CC du Vexin-Thelle | 8,05             | 533 (2022)                        | 66                 | modifier les données · modifier les données |
| La Drenne                                 | 60196      | CC des Sablons     | 13,87            | 1 086 (2022)                      | 78                 | modifier les données · modifier les données |
| Énencourt-Léage                           | 60208      | CC du Vexin-Thelle | 4,46             | 116 (2022)                        | 26                 | modifier les données · modifier les données |
| Éragny-sur-Epte                           | 60211      | CC du Vexin-Thelle | 8,53             | 599 (2022)                        | 70                 | modifier les données · modifier les données |
| Fay-les-Étangs                            | 60228      | CC du Vexin-Thelle | 8,47             | 470 (2022)                        | 55                 | modifier les données · modifier les données |
| Fleury                                    | 60239      | CC du Vexin-Thelle | 6,29             | 586 (2022)                        | 93                 | modifier les données · modifier les données |
| Fresne-Léguillon                          | 60257      | CC du Vexin-Thelle | 7,31             | 440 (2022)                        | 60                 | modifier les données · modifier les données |
| Hadancourt-le-Haut-Clocher                | 60293      | CC du Vexin-Thelle | 8,67             | 379 (2022)                        | 44                 | modifier les données · modifier les données |
| Les Hauts-Talican                         | 60694      | CC des Sablons     | 13,03            | 547 (2022)                        | 42                 | modifier les données · modifier les données |
| Hénonville                                | 60309      | CC des Sablons     | 6,84             | 909 (2022)                        | 133                | modifier les données · modifier les données |
| Hodenc-l'Évêque                           | 60316      | CC Thelloise       | 3,47             | 228 (2022)                        | 66                 | modifier les données · modifier les données |
| Ivry-le-Temple                            | 60321      | CC des Sablons     | 12,47            | 876 (2022)                        | 70                 | modifier les données · modifier les données |
| Jaméricourt                               | 60322      | CC du Vexin-Thelle | 4,25             | 309 (2022)                        | 73                 | modifier les données · modifier les données |
| Jouy-sous-Thelle                          | 60327      | CC du Vexin-Thelle | 12,78            | 1 067 (2022)                      | 83                 | modifier les données · modifier les données |
| Laboissière-en-Thelle                     | 60330      | CC des Sablons     | 9,64             | 1 330 (2022)                      | 138                | modifier les données · modifier les données |
| Lachapelle-Saint-Pierre                   | 60334      | CC Thelloise       | 4,22             | 830 (2022)                        | 197                | modifier les données · modifier les données |
| Lattainville                              | 60352      | CC du Vexin-Thelle | 3,44             | 174 (2022)                        | 51                 | modifier les données · modifier les données |
| Lavilletertre                             | 60356      | CC du Vexin-Thelle | 16,22            | 637 (2022)                        | 39                 | modifier les données · modifier les données |
| Liancourt-Saint-Pierre                    | 60361      | CC du Vexin-Thelle | 12,69            | 577 (2022)                        | 45                 | modifier les données · modifier les données |
| Lierville                                 | 60363      | CC du Vexin-Thelle | 7,75             | 222 (2022)                        | 29                 | modifier les données · modifier les données |
| Loconville                                | 60367      | CC du Vexin-Thelle | 5,53             | 331 (2022)                        | 60                 | modifier les données · modifier les données |
| Le Mesnil-Théribus                        | 60401      | CC du Vexin-Thelle | 6,61             | 776 (2022)                        | 117                | modifier les données · modifier les données |
| Monneville                                | 60411      | CC du Vexin-Thelle | 9,19             | 769 (2022)                        | 84                 | modifier les données · modifier les données |
| Montagny-en-Vexin                         | 60412      | CC du Vexin-Thelle | 4,18             | 676 (2022)                        | 162                | modifier les données · modifier les données |
| Montchevreuil                             | 60256      | CC des Sablons     | 17,09            | 1 332 (2022)                      | 78                 | modifier les données · modifier les données |
| Montjavoult                               | 60420      | CC du Vexin-Thelle | 16,73            | 525 (2022)                        | 31                 | modifier les données · modifier les données |
| Montreuil-sur-Thérain                     | 60426      | CC Thelloise       | 1,47             | 244 (2022)                        | 166                | modifier les données · modifier les données |
| Monts                                     | 60427      | CC des Sablons     | 3,67             | 187 (2022)                        | 51                 | modifier les données · modifier les données |
| Mortefontaine-en-Thelle                   | 60433      | CC Thelloise       | 6,02             | 975 (2022)                        | 162                | modifier les données · modifier les données |
| Mouchy-le-Châtel                          | 60437      | CC Thelloise       | 3,22             | 75 (2022)                         | 23                 | modifier les données · modifier les données |
| Neuville-Bosc                             | 60452      | CC des Sablons     | 8,89             | 475 (2022)                        | 53                 | modifier les données · modifier les données |
| Noailles                                  | 60462      | CC Thelloise       | 10,04            | 2 857 (2022)                      | 285                | modifier les données · modifier les données |
| Novillers                                 | 60469      | CC Thelloise       | 4,79             | 374 (2022)                        | 78                 | modifier les données · modifier les données |
| Parnes                                    | 60487      | CC du Vexin-Thelle | 12,43            | 318 (2022)                        | 26                 | modifier les données · modifier les données |
| Ponchon                                   | 60504      | CC Thelloise       | 9,73             | 1 151 (2022)                      | 118                | modifier les données · modifier les données |
| Pouilly                                   | 60512      | CC des Sablons     | 3,81             | 153 (2022)                        | 40                 | modifier les données · modifier les données |
| Reilly                                    | 60528      | CC du Vexin-Thelle | 8,32             | 116 (2022)                        | 14                 | modifier les données · modifier les données |
| Saint-Crépin-Ibouvillers                  | 60570      | CC des Sablons     | 19,61            | 1 629 (2022)                      | 83                 | modifier les données · modifier les données |
| Saint-Sulpice                             | 60598      | CC Thelloise       | 8,88             | 1 066 (2022)                      | 120                | modifier les données · modifier les données |
| Sainte-Geneviève                          | 60575      | CC Thelloise       | 8,01             | 3 478 (2022)                      | 434                | modifier les données · modifier les données |
| Senots                                    | 60613      | CC du Vexin-Thelle | 6,25             | 351 (2022)                        | 56                 | modifier les données · modifier les données |
| Serans                                    | 60614      | CC du Vexin-Thelle | 8,79             | 187 (2022)                        | 21                 | modifier les données · modifier les données |
| Silly-Tillard                             | 60620      | CC Thelloise       | 11,14            | 452 (2022)                        | 41                 | modifier les données · modifier les données |
| Thibivillers                              | 60630      | CC du Vexin-Thelle | 6,35             | 214 (2022)                        | 34                 | modifier les données · modifier les données |
| Tourly                                    | 60640      | CC du Vexin-Thelle | 3,32             | 171 (2022)                        | 52                 | modifier les données · modifier les données |
| Trie-Château                              | 60644      | CC du Vexin-Thelle | 13,34            | 1 878 (2022)                      | 141                | modifier les données · modifier les données |
| Trie-la-Ville                             | 60645      | CC du Vexin-Thelle | 4,55             | 306 (2022)                        | 67                 | modifier les données · modifier les données |
| Valdampierre                              | 60652      | CC des Sablons     | 8,67             | 921 (2022)                        | 106                | modifier les données · modifier les données |
| Vaudancourt                               | 60659      | CC du Vexin-Thelle | 4,67             | 163 (2022)                        | 35                 | modifier les données · modifier les données |
| Villers-Saint-Sépulcre                    | 60685      | CC Thelloise       | 7,29             | 981 (2022)                        | 135                | modifier les données · modifier les données |
| Canton de Chaumont-en-Vexin               | 6004       |                    | 552,65           | 46 933 (2022)                     | 85                 | modifier les données                        |

## Démographie

### Démographie avant 2015
| 1962   | 1968   | 1975   | 1982   | 1990   | 1999   | 2006   | 2011   | 2012   |
| ------ | ------ | ------ | ------ | ------ | ------ | ------ | ------ | ------ |
| 10 157 | 10 223 | 10 825 | 13 036 | 15 273 | 16 528 | 17 074 | 17 391 | 17 510 |

### Démographie depuis 2015
En 2022, le canton comptait 46 933 habitants, en évolution de +2,35 % par rapport à 2016 (Oise : +0,87 %, France hors Mayotte : +2,11 %).
| 2013   | 2018   | 2022   |
| ------ | ------ | ------ |
| 44 993 | 46 212 | 46 933 |